# Rovnojei járás

A Rovnojei járás a Szaratovi területen

A Rovnojei járás (oroszul Ровенский муниципальный район) Oroszország egyik járása a Szaratovi területen. Székhelye Rovnoje.

## Népesség
- 1989-ben 18 275 lakosa volt.
- 2002-ben 18 329 lakosa volt, melynek 18,5%-a kazah.
- 2010-ben 16 654 lakosa volt, melyből 9 722 orosz, 3 032 kazah, 637 tatár, 445 ukrán, 422 német, 301 csecsen, 273 örmény, 205 koreai, 139 csuvas, 108 azeri, 96 lezg, 56 üzbég, 54 fehérorosz, 42 tabaszaran, 40 grúz, 40 mordvin stb.